# Ilovița
Ilovița é uma comuna romena localizada no distrito de Mehedinți, na região de Oltênia. A comuna possui uma área de 12.08 km² e sua população era de 1362 habitantes segundo o censo de 2007.